# Stuart (Schiff, 1918)
HMAS Stuart (D00) war ein Flottillenführer der Admiralty- oder Scott-Klasse, der 1918 bis 1933 bei der Royal Navy als HMS Stuart (D00) und dann bei der Royal Australian Navy Dienst tat. Von Ende 1939 bis zum Sommer 1941 diente die Stuart mit den australischen Zerstörern im Mittelmeer. Nach einer gründlichen Überholung diente die Stuart als Geleitzerstörer ab April 1942 in australischen Gewässern und vor Neuguinea. 1946 erfolgte die Außerdienststellung der Stuart, die 1947 zum Abbruch verkauft wurde.

## Baugeschichte

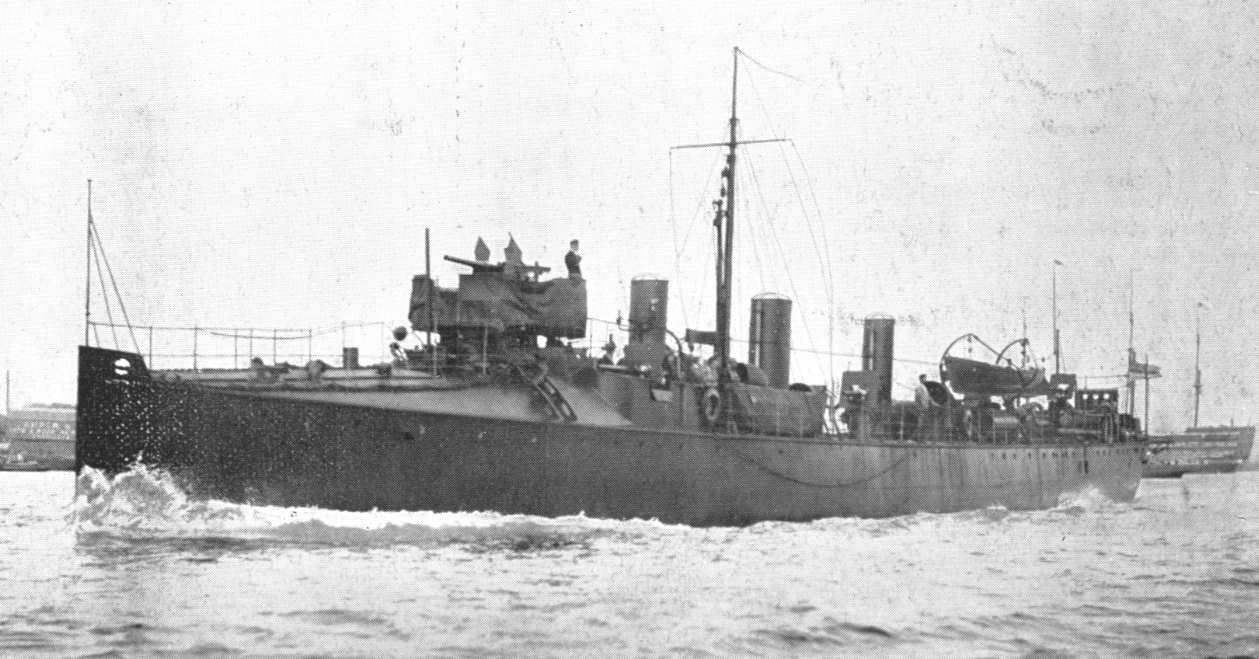
HMS Ranger, einer der ersten Zerstörer von Hawthorn

Die Firma Hawthorn, Leslie & Company in Hebburn am Tyne war Maschinenlieferant für ein Drittel der bei den naheliegenden Werften der Firma Armstrong gebauten Kriegsschiffe. Selbst baute die Firma ab 1894 (Opossum-Klasse) bis zum Ersten Weltkrieg fast 30 Zerstörer für die Royal Navy. Mit der Carysfort und Champion hatte die Werft zu dieser Zeit erstmals auch Kreuzer im Bau, der dann noch die Calypso folgte.
Schon vor Kriegsbeginn hatte die Werft den Bau von zwei Zerstörern der Hawthorn-M-Klasse begonnen, die von der Royal Navy angekauft wurden. Im Unterschied zur „standardmäßigen“ Admiralty M-Klasse besaßen die Boote der Hawthorn M-Klasse vier Schornsteine und waren geringfügig länger als die Standardboote. Die Royal Navy entschied, für die Türkei in Bauvorbereitung befindliche Zerstörer der Talisman-Klasse auf der Werft bauen zu lassen. So erfolgte ein weiterer Auftrag für Zerstörer der M-Klasse erst mit dem letzten Los im Mai 1915 mit den Aufträgen für zwei Boote der verbesserten Version den Standardentwurfs der Admiralty M-Klasse. Es folgten Aufträge für fünf Boote der Admiralty R-Klasse und acht Boote der Admiralty V- und W-Klasse, von denen fünf fertiggestellt wurden.
Vier noch im Krieg begonnene Zerstörer der S-Klasse wurden erst 1919 fertiggestellt.

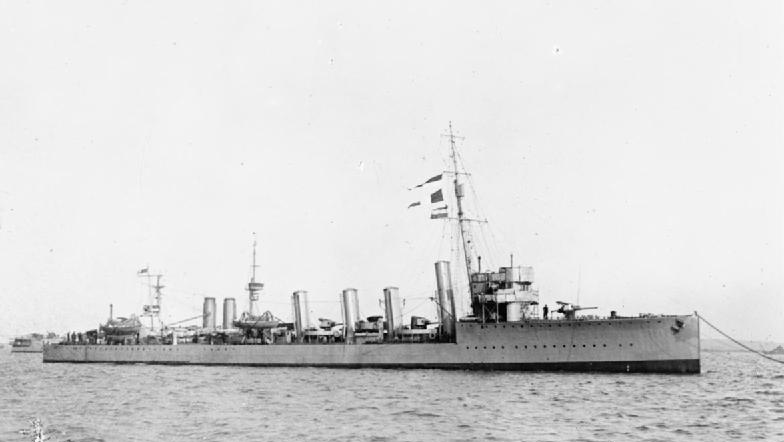
Der Flottillenführer Nimrod,
der Marksman-Klasse

Ebenfalls vor Kriegsbeginn war am 20. Juli 1914 bei Hawthorn die Kiellegung des ersten von der Navy in Auftrag gegebenen Flottillenführers, der HMS Marksman, erfolgt. Am Bau der folgenden Parker-Klasse war die Werft nicht beteiligt. Erst bei der folgenden Scott-Klasse erhielt Hawthorn zwei Aufträge mit der am 14. September 1918 fertiggestellten Montrose und Stuart. Die Kiellegung der Stuart erfolgte am 18. Oktober 1917, am 22. August 1918 lief sie vom Stapel und am 21. Dezember 1918 wurde sie fertiggestellt. Beide Boote wurden zu spät fertiggestellt, um noch einen Kriegseinsatz zu erleben. Die anderen Boote dieser Klasse wurden bei Cammell, Laird & Company gebaut.

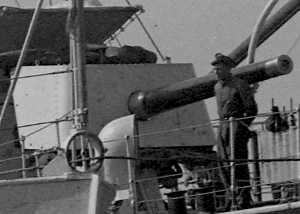
Die vorderste 120-mm-L/45-Kanone der Stuart

Die von der Royal Navy erstmals 1913 bestellten Flottillenführer waren nur etwas größer als die zeitgenössischen Standardzerstörer. Sie sollten als Führungsschiffe in Zerstörerverbänden dienen und erhielten Räumlichkeiten und Signaleinrichtungen für die notwendigen Stäbe. Auch war die Bewaffnung meist etwas stärker. Die Royal Navy ließ im Krieg die Boote der Marksman- (7), Parker- (6), Thornycroft- (5 + 2 gekündigte Aufträge) und Scott-Flottillenführer (8 + 2 gekündigte Aufträge) fertigen. Von den beiden letzten Serien wurden nur 2 bzw. 3 Boote noch während des Krieges fertiggestellt. Dazu kamen die vier für Chile im Bau befindlichen Boote der Faulknor-Klasse als Flottillenführer zum Einsatz. Auch die Neubauserien der A- bis I-Klasse bis zum Zweiten Weltkrieg erhielten noch einen speziell gefertigten Flottillenführer. Sie waren aber nicht Großzerstörer, wie HMS Swift oder einige Zerstörerklassen anderer Marinen zwischen den Kriegen.
Ein wesentliches Ausrüstungsdetail aller späteren Zerstörer wurde bei den Flottillenführern eingeführt: ab der Parker-Klasse hatten die Boote vorn übereinander aufgestellte Geschütze in der Mittschiffslinie mit einem weiten Feuerbereich, die sich überschießen konnten. Bei der Scott-Klasse kehrte man auch wieder zum Zwei-Schrauben-Antrieb zurück und führte die 120-mm-Bewaffnung ein. Mit 1530 ts Verdrängung, 101,3 m Länge und eine Rumpfbreite von 9,6 m waren die Flottillenführer vom Admiralty-Typ auch erheblich größer als die gleichzeitig gefertigten Zerstörer der W-Klasse (bis 1140 ts, 95,1 × 8,9 m, 27.000 PS, 34 kn, 134 Mann, 4–120 mm) bzw. S-Klasse (1075 ts, 84,0 × 8,1 m, 27.000 PS, 36 kn, 90 Mann, 3–102 mm), brauchten mit 43.000 PS eine erheblich höhere Maschinenleistung, um die gleiche Höchstgeschwindigkeit von 34 kn zu erreichen und mussten mit 183 Mann betrieben werden.

## Einsatzgeschichte
Die im Dezember 1918 fertiggestellte Stuart wurde in den aktiven Dienst der britischen Royal Navy übernommen und zuerst zur 6. Zerstörerflottille ins Mittelmeer verlegt. Sie blieb während ihrer Dienstzeit bei der Navy überwiegend bei der Mittelmeerflotte, wo auch ihr Schwesterschiff Montrose eingesetzt wurde. Zuletzt war die Stuart Flaggschiff der 2. U-Boot-Flottille der Home Fleet. Im Mai 1933 wurde der Flottillenführer außer Dienst gestellt.

### Teil der Royal Australian Navy

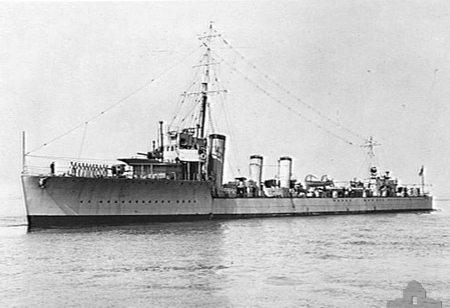
HMAS Anzac

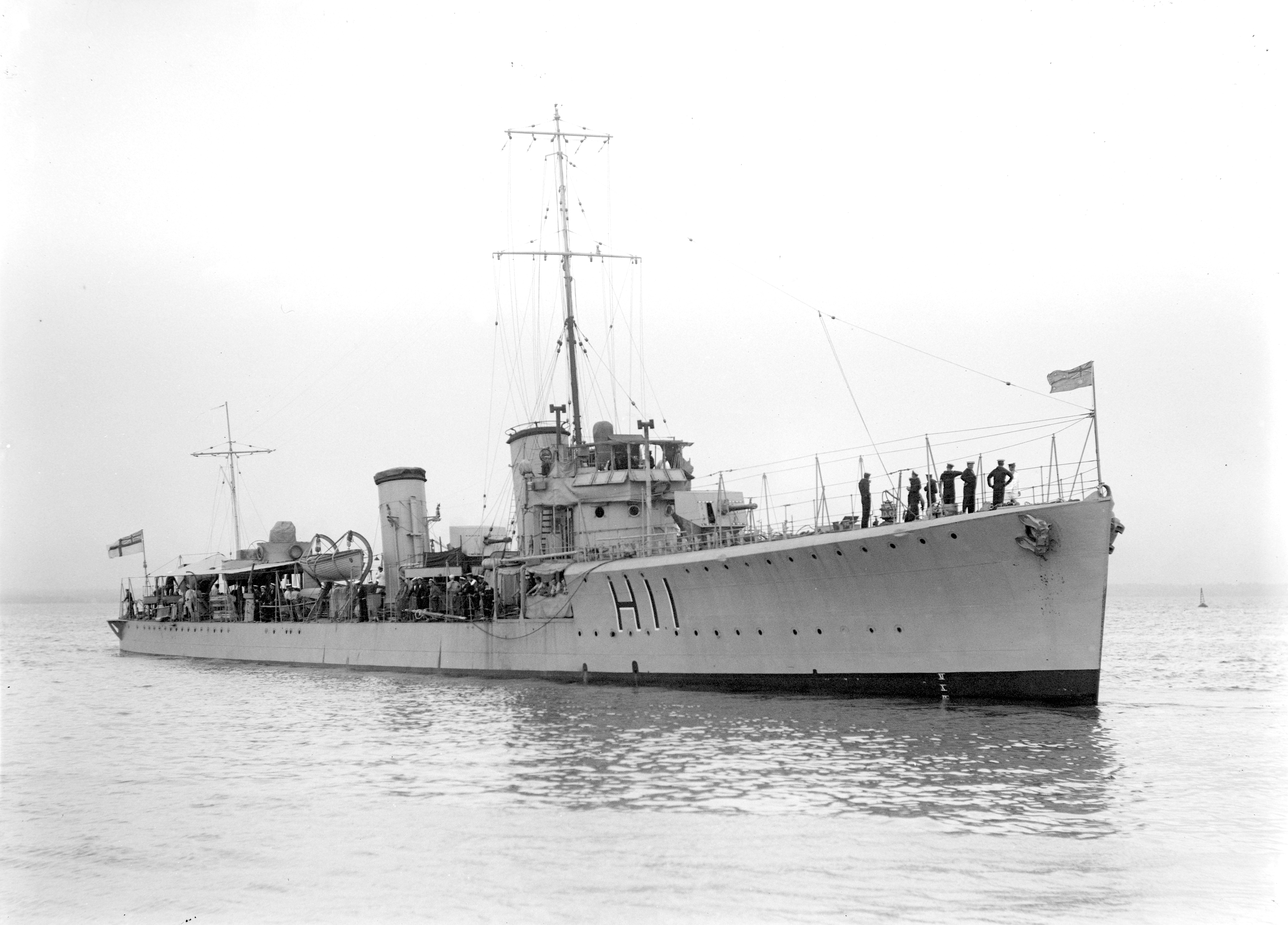
HMAS Swordsman

Die Stuart wurde am 11. Oktober 1933 in Portsmouth an die Royal Australian Navy (RAN) übergeben. Neben ihr wurden noch die Zerstörer Vampire, Vendetta, Voyager und Waterhen der Admiralty V- und W-Klasse an Australien abgegeben. Die Boote marschierten gemeinsam ab dem 17. Oktober aus Chatham bis zum 21. Dezember 1933 nach Australien und ersetzten die bisherige australische Flottille, die aus dem Flottillenführer Anzac (seit dem 30. Juli 1931 a. D.) und den Zerstörern der S-Klasse Stalwart (seit 1925 a. D.), Success (seit 1930 a. D.), Swordsman (seit 1929 a. D.), Tasmania (seit 1928 a. D.) und Tattoo bestand und verschrottet werden sollte. Im Zuge der Weltwirtschaftskrise und Buget-Schwierigkeiten war dieser Verband überwiegend außer Dienst, nur die Tattoo war bis 1936 immer wieder kurzzeitig für Ausbildungszwecke im Dienst, bis sie durch die Vampire ersetzt wurde. Der neue Verband hatte jedoch problemlos Mannschaften werben können, da die Entlohnung bei der RAN bei der weiter anhaltenden Krise durchaus attraktiv war. Die alten Zerstörer wurde 1937 endgültig abgebrochen.
Vom neuen Verband gingen im Januar 1934 Vampire und Vendetta in die Reserve, während Stuart mit Voyager und Waterhen den aktiven Verband mit den Schweren Kreuzern Australia und Canberra der RAN. Im Oktober 1934 ging dann die Waterhen in Reserve und wurde durch Vendetta ersetzt. Im April 1936 kehrte die Waterhen als Ersatz für die Voyager zurück. Am 1. Juni 1938 wurden die Stuart mit der Vendetta und der Waterhen zur Reserve versetzt, und der aktive Verband auf Voyager und Vampire reduziert, die seit dem Frühjahr eingefahren wurden. Wegen der europäischen Krise im Herbst 1938 wurden alle Boote kurzzeitig aktiviert und die Stuart vom 29. September bis zum 30. November wieder im Dienst. Am 1. September 1939 wurde der Flottillenführer wegen des Kriegsausbruchs endgültig wieder in Dienst gestellt.

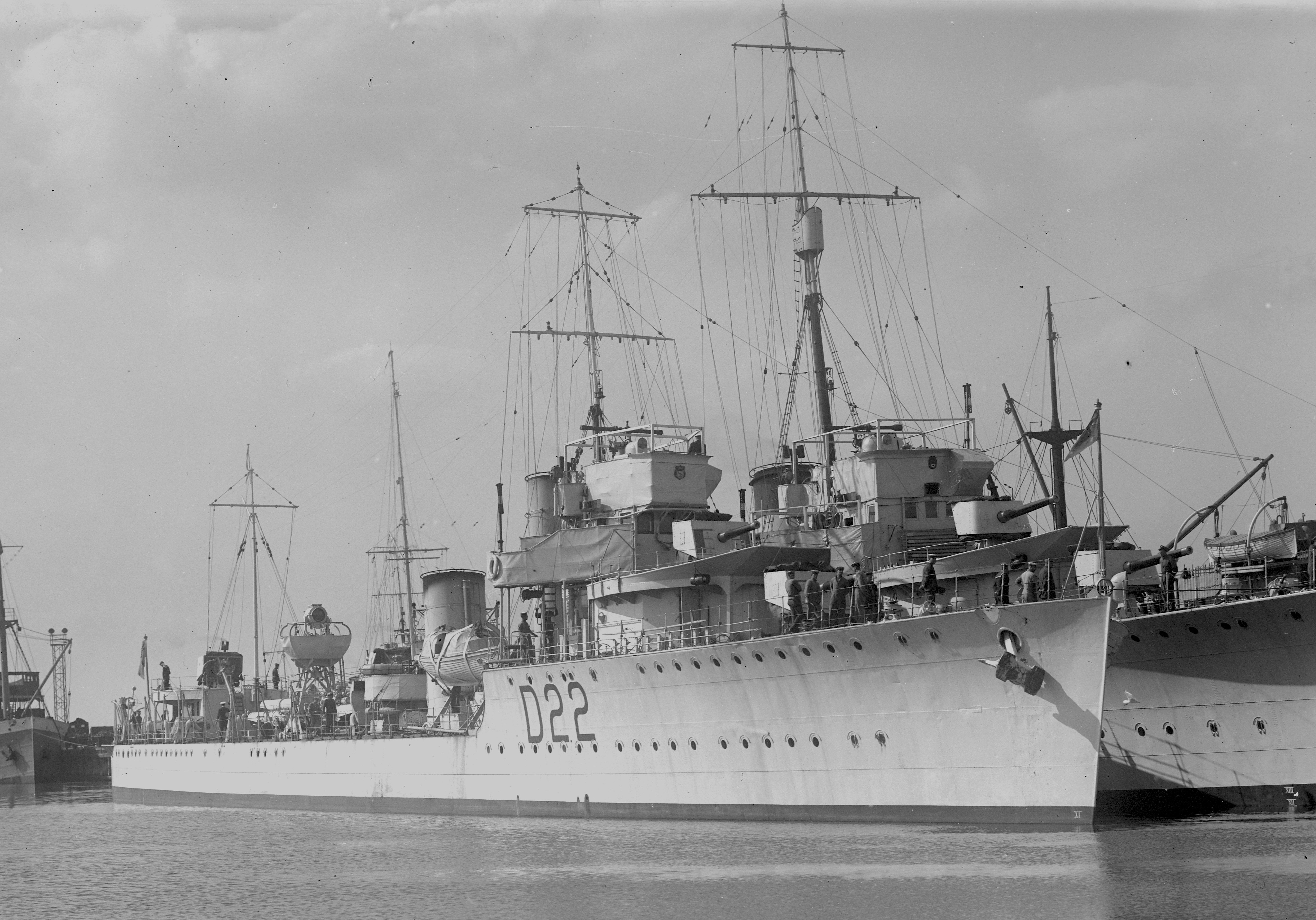
Die Waterhen, dahinter die Stuart

Zusammen mit Waterhen und Vendetta verließ die Stuart am 14. Oktober 1939 Sydney, um gemäß dem Mobilisierungsplan auf der China Station in Singapur Dienst zu leisten. Die beiden anderen Boote begannen den Verlegungsmarsch in Fremantle und stießen auf dem Weg zum Verband. Noch während des Anmarsches fiel die Entscheidung, die Zerstörer im Mittelmeer einzusetzen, wo die Boote von der deutschen Propaganda als „Alteisen-Flottille“ bezeichnet wurden. Die fünf Zerstörer liefen zu ihrem neuen Einsatzgebiet am 13. November aus Singapur aus.

### Kriegseinsätze
Das Auftreten des deutschen Panzerschiffs Admiral Graf Spee am 15. November im Indischen Ozean führte zur Auflösung des Marschverbandes und zur Verteilung der australischen Zerstörer auf verschiedene Jagdgruppen, die das deutsche Panzerschiff finden sollten, das sich jedoch schon auf dem Rückmarsch in den Atlantik befand.
Mit der Waterhen lief die Stuart nach Colombo und wurde von dort nach Madagascar entsandt, um sich dem Leichten Kreuzer Gloucester und der französischen Sloop Rigault de Genouilly anzuschließen. Da die Briten bald feststellten, dass das Panzerschiff auf dem Rückweg in den Atlantik war, wurde die Stuart entlassen und lief über Aden nach Malta, wo sie zusammen mit der Waterhen am 17. Dezember, drei Tage nach der zuerst eingetroffenen Vendetta eintraf, die in keiner Jagdgruppe eingesetzt worden war. Am 24. trafen auch die beiden anderen Boote ein, während die Waterhen und Vendetta ihre erste Geleitaufgabe übernahmen.
Als im Juni 1940 Italien in den Krieg eintrat, verlegten die Zerstörer nach Alexandria und bildeten dort mit britischen Zerstörern die 10. Zerstörerflottille. Die Stuart erfüllte Geleitaufgaben, Sicherungseinsätze bei den Schweren Einheiten und U-Jagd-Einsätze mit den australischen Booten Waterhen, Vampire und Vendetta. In der Seeschlacht bei Punta Stilo am 9. Juli 1940 war sie als einziger Zerstörer den Kreuzern in der Force A unter Vizeadmiral John Tovey zugeteilt, die aus den Leichten Kreuzern Orion, Neptune, Sydney, Gloucester und Liverpool bestand. Die Kreuzer konnten im Gefecht den schweren Kreuzer Bolzano beschädigen, die Gloucester wurde als einziger britischer Kreuzer durch einen Luftangriff beschädigt. Am 30. September lief die Stuart wegen eines Maschinenschadens aus einem Sicherungsgeleit zurück nach Alexandria, als sie das aufgetauchte italienische U-Boot Gondar entdeckte. Ihre Angriffe und die einer Sunderland zwangen die Besatzung zur Aufgabe des Bootes. Ab dem 11. Oktober 1940 wurde die Stuart in Malta überholt. Dabei wurden das mittlere und das hinterste Geschütz entfernt und durch zusätzliche Flakgeschütze ersetzt.

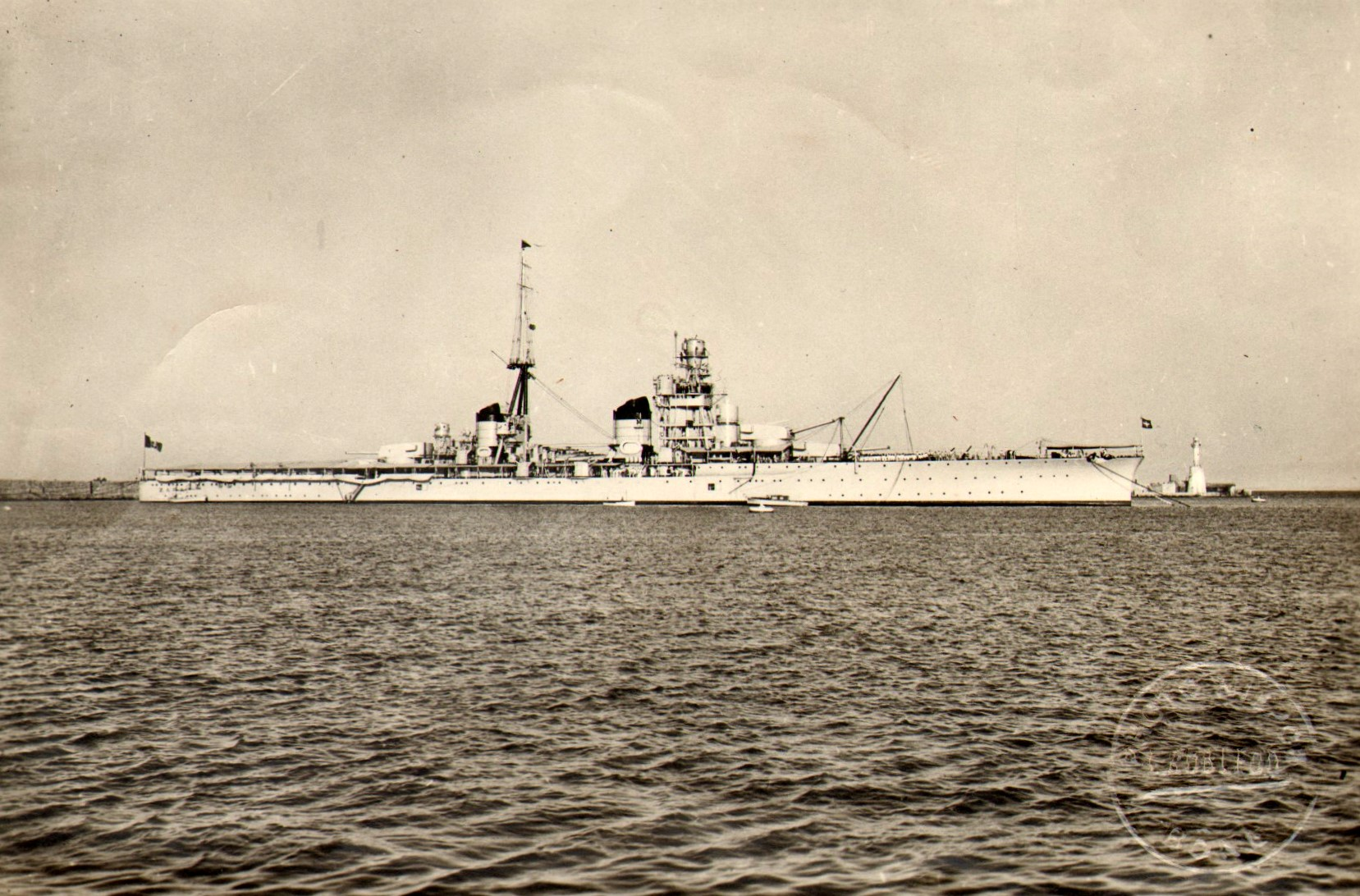
Der Schwere Kreuzer Zara

Am 11. Januar war der Flottillenführer wieder einsatzbereit und nahm als Sicherung an einem Angriff der Flugzeugträger Eagle und Illustrious auf den Dodekanes teil. Am 22. Januar gab sie mit den Monitoren Terror und Erebus, dem Kanonenboot Ladybird sowie den australischen Zerstörern Voyager und Vampire australischer Heereseinheiten Unterstützung beim Vormarsch auf Tobruk.
Im Februar und März gehörte sie dann zu den Sicherungskräften bei Vorstößen und Fernsicherungen der Flugzeugträger.
Am 28. März 1941 war die Stuart als Force C (10. Zerstörerflottille mit den Zerstörern Greyhound, Griffin, Hotspur und Havock) an der Seeschlacht von Kap Matapan beteiligt. Im Taggefecht kamen die Kreuzer und die Flugzeuge des Trägers Formidable zum Einsatz. Bei der Suche nach dem durch einen Lufttorpedo beschädigten Schlachtschiff Vittorio Veneto stieß die Stuart in der Dunkelheit auf italienische Kreuzer der Zara-Klasse, die von den britischen Schlachtschiffen Barham, Valiant und Warspite unter Feuer genommen wurden. Die Fiume sankt sofort, die von den britischen Schlachtschiffen schwer getroffene Zara und die zuerst von einem Lufttorpedo getroffene Pola wurden kampfunfähig später von britischen Zerstörern versenkt, die sogar versucht hatten, die Pola als Prise einzuschleppen. Die britischen Schlachtschiffe zogen sich wegen befürchteter Torpedoangriffe nach kurzem Artillerieeinsatz zurück. Stuart und die anderen Zerstörer (zusätzlich auch die 14. Zerstörerflottille mit Jervis, Janus, Mohawk und Nubian) versenkten die durch Artillerietreffer der Schlachtschiffe angeschlagenen italienischen Zerstörer Vittorio Alfieri und Giosué Carducci, die Vincenzo Gioberti und Alfredo Oriani konnten schwer beschädigt entkommen. Außer den vier Zerstörern der Oriani-Klasse, die die schweren Kreuzer begleiteten, griffen andere italienische Zerstörer nicht ein. 2303 italienische Seeleute kamen ums Leben, 1015 Seeleute wurden von den britischen Zerstörern gerettet, die den Italienern auch den letzten Standort ihrer Schiffe übermittelten.
Ab dem 24. April 1941 beteiligte sich Stuart mit den vier australischen Zerstörern an der Räumung Griechenlands (Operation Demon). Ab dem 21. Mai war die Stuart mit anderen Zerstörern am Kampf um Kreta beteiligt. Am Ende des Monats und im Juni unterstützte sie die Heereseinsätze in Syrien. Zwischen dem 16. Juni und dem 25. Juli gehörte sie zu den Tobruk versorgenden Zerstörern, kehrte allerdings vom letzten Einsatz nur mühsam nach Alexandria zurück. Im September verlegte der ziemlich verbrauchte Zerstörer, der über 50 Luftangriffe überstanden hatte, zurück nach Australien, um dort überholt zu werden. Die Stuart traf mit nur einer einsatzklaren Maschine am 16. September in Fremantle und am 27. September 1941 in Melbourne ein, wo sie zu einem Geleitzerstörer umgebaut werden sollte. Dabei wurde jetzt auch das vorderste Geschütz entfernt und durch einen Hedgehog-Wasserbombenwerfer ersetzt. Auch erhielt das Boot jetzt eine Radarausrüstung.

## Letzte Einsätze derStuart
Im April 1942 verließ die umgebaute und überholte Stuart die Werft in Melbourne und übernahm Geleitaufgaben an der australischen Küste. Im August sicherte sie einen Munitionstransporter auf dem Marsch nach Nouméa. Ab Oktober kam sie als Geleitzerstörer zwischen Queensland und Neuguinea zum Einsatz. Ab März 1943 beschränkte sich der Einsatz der Stuart wieder auf die australischen Küstengewässer.
Im Frühjahr 1945 wurde das alte Boot nochmals umgebaut und sie wurde ein Vorratsschiff mit Kühleinrichtung und Truppentransporter und wurde wieder in Neuguinea eingesetzt. Im Januar 1946 kehrte sie nach Australien zurück und machte im Februar ihre letzte Fahrt. Am 27. April 1946 wurde die HMAS Stuart als letztes Schiff der „scrap iron flotilla“ außer Dienst gestellt. Seit Kriegsbeginn hatte sie über 17.000 Stunden auf See verbracht und über 250.000 sm zurückgelegt. Während ihrer Einsätze war niemand an Bord gestorben.
Am 3. Februar 1947 wurde sie zum Abbruch verkauft.